# Rafael de León
Rafael de León y Arias de Saavedra, VIII marqués del Valle de la Reina, y IX conde de Gómara (Sevilla, 6 de febrero de 1908-Madrid, 9 de diciembre de 1982), fue un poeta español de la Generación del 27 y autor de letras para copla, faceta esta última en la que se hizo famoso por formar parte del trío Quintero, León y Quiroga. Fue el letrista de algunas de las más célebres canciones populares españolas del siglo XX, como Tatuaje, Ojos verdes, Francisco Alegre, La Zarzamora, A ciegas, A tu vera, A la lima y al limón, Pena, penita, pena, María de la O, Con divisa verde y oro.

## Biografía
Rafael de León y Arias de Saavedra nació el 6 de febrero de 1908 en el número 14 de la calle San Pedro Mártir, en Sevilla, en el seno de una aristocrática familia de terratenientes andaluces. Fue el primogénito de José de León y Manjón, VII marqués del Valle de la Reina, y de María Justa Arias de Saavedra y Pérez de Vargas, VI marquesa del Moscoso y VII condesa de Gómara. Con ocho años es internado en el prestigioso colegio jesuita del Puerto de Santa María, donde coincidirá con Rafael Alberti. Después pasará por el también jesuita colegio de El Palo, en Málaga, y por los salesianos de Utrera. En 1926 inicia la carrera de Derecho en la Universidad de Granada, donde conocerá a Federico García Lorca.
Tras finalizar sus estudios universitarios regresa a Sevilla y frecuenta cafés cantantes y teatros de variedades. En esos medios vive un ambiente liberal y permisivo. Allí fue donde conoció y colaboró con el letrista Antonio García Padilla, alias "Kola", padre de la actriz y cantante Carmen Sevilla, y de aquella relación surgieron ya algunas canciones conocidas. Como letrista, "Kola" no llegaba a la depurada calidad de Rafael de León, pero aceptó de buen grado ser colaborador en parte para facilitarle la entrada al mundo de la creación artística, reacio a los aristócratas. Parecida situación les ocurrió a Antonio Quintero, Xandro Valerio y José Antonio Ochaíta; todos coautores de muchas letras de canciones y algunas poesías con Rafael de León. También firmó canciones con Salvador Valverde, poeta porteño de origen andaluz.
Durante su servicio militar en Sevilla conoció a Concha Piquer cuando actuaba en el Teatro Lope de Vega. Esta conocida intérprete de la canción española puso voz a muchas de sus mejores creaciones. En 1932, Rafael de León se traslada a Madrid bajo la influencia del gran músico sevillano Manuel Quiroga, que junto con el autor teatral Antonio Quintero, llegaría a formar el prolífico trío Quintero, León y Quiroga con el que tienen registradas más de cinco mil canciones. Al producirse la guerra civil española Rafael de León se encontraba en Barcelona y allí es encarcelado por parte de las autoridades republicanas debido a su origen aristocrático.
En la cárcel declarará tener una buena amistad con destacados poetas republicanos como León Felipe, Federico García Lorca y Antonio Machado. Llegan luego los años de posguerra en los que Rafael de León continúa relacionándose con el universo de las varietés, que alimentado por el nuevo ambiente político-cultural instalado ahora, en un inicial entorno hostil de bloqueo internacional, favorece la creación de un género muy influido por el tipismo andaluz y que se ha dado en llamar "folclore español".
Es en dicho periodo cuando este poeta-letrista empieza a colaborar en guiones de cinematografía. En aquella época también, bajo la influencia del concepto 'hispanidad', se abrieron las fronteras españolas a las músicas que venían de los países hermanos de América. Y así llegaron los boleros y los tangos, muy bien acompañados de los valses peruanos, los sones cubanos y las rancheras y corridos mexicanos, que engancharon con facilidad en los gustos musicales españoles de entonces, por tratarse de una cultura común. Así se vivió durante dos décadas, pero, partir de los años sesenta, comienza en España cierto aperturismo cultural y muchos jóvenes empiezan a despreciar, con alguna injusticia, casi toda la música española e hispanoamericana y con ella el conocido estilo de la copla y de la canción andaluza que tan bien había representado el sello "Quintero, León y Quiroga". Rafael de León pertenece por derecho propio a la denominada Generación del 27 de los poetas españoles, aunque un incomprensible olvido ha hecho que nunca figure en esa nómina.
De ningún poeta español del siglo XX han sido tan recitadas sus poesías y tan cantadas las letras de sus canciones, pero sigue siendo el gran ausente al hacer recuento del ámbito de la cultura popular española de la posguerra. La obra poética de Rafael de León, queda dividida en esos dos grandes apartados: poesía propiamente dicha y letras para canciones. En muchos casos unas y otras tienen un inconfundible parentesco por derivar, alimentarse o inspirarse las unas de las otras. En casi toda su obra, inspirada en ambientes muy típicos de Andalucía, queda reflejado el gracejo popular andaluz. Su primer libro de poesías Pena y alegría del amor aparece publicado en 1941. Un segundo libro titulado Jardín de papel aparece el año 1943. Del mismo año se relata que aparece editado en Chile un tercer libro titulado Amor de cuando en cuando, pero al no tener certeza en España de su autenticidad, hay quien sospecha que se trata de una de tantas ediciones piratas que ha sufrido la obra de Rafael de León.

Rafael de León fue un grandísimo poeta, y un valiente para su época. Se atrevió a amar libremente y a reconocerlo, y más de un disgusto, una humillación y un desafecto se ganó por ello. Su poema «Las muertes de Sevilla» es un prodigio. Su copla popular, escrita en buena parte con Antonio Quintero y entregada a la inspiración del maestro Quiroga, es hoy fundamento de la cultura andaluza, que es un regate rácano para no hablar de la cultura popular española. «Romance de valentía», «Pena mora», «La Parrala» y ese «No me digas que no» que se canta en todos los amaneceres de Andalucía, que vuela de balcón en balcón, de cancela en cancela y de campo a campo como si fuera invención e ingenio de un pueblo entregado a la poesía: «A la vera del agua/ tengo un barco de vela/ que es de miel y canela/ de plata y cristal». 
Alfonso Ussía para el ABC (2002)

Hacia el final de su dilatada carrera de letrista, escribió para los cantantes Nino Bravo, Raphael, Rocío Dúrcal, Rocío Jurado, Isabel Pantoja y especialmente a Carmen Sevilla; canciones escritas por él fueron presentadas en el afamado Festival de la Canción de Benidorm, obteniendo el primer premio en la 3.ª edición (año 1961) la canción titulada "Enamorada", con letra de Rafael de León y música de Augusto Alguero, popularizada posteriormente por la cantante Carmen Sevilla. Además, el premio a la mejor letra se lo llevó la canción "Quisiera" escrita también por él. En el año anterior, en el II Festival de la Canción de Benidorm, ya obtuvo el 4.º premio la canción "Luna de Benidorm" con letra de Rafael de León y música de García Gasca. Y posteriormente, en el año 1971 (XIII edición del famoso festival), la cantante 'Gloria' interpretó la canción "Yo no sé por qué" con letra de Rafael de León y música de Jesús Gluck, aunque esta vez no obtuvo ningún premio.
Rafael de León falleció en Madrid y fue enterrado en el Cementerio de la Almudena (Detalle sepultura: Cuartel 287 Bis, Manzana 3, Letra B, Cuerpo 1)

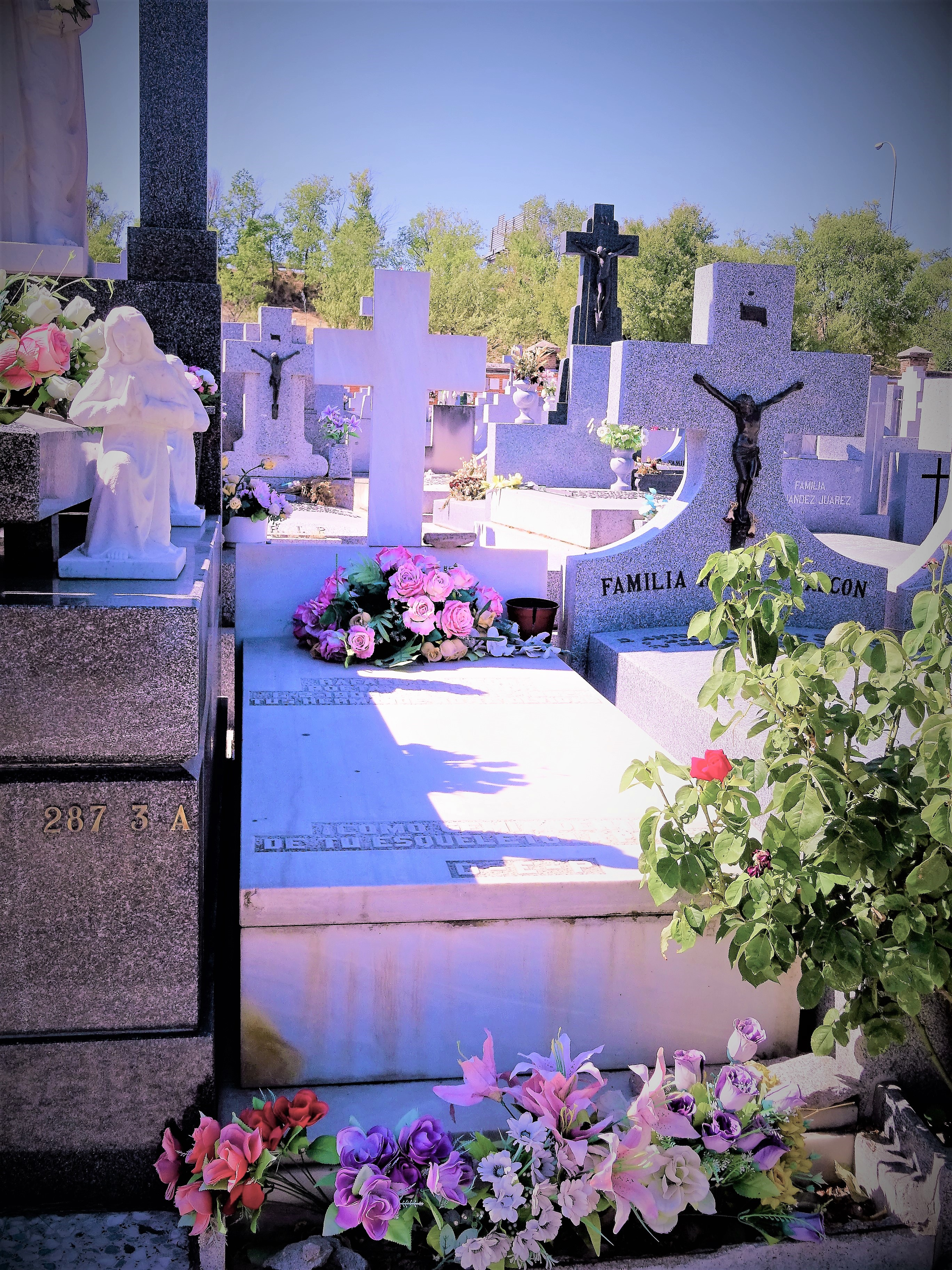

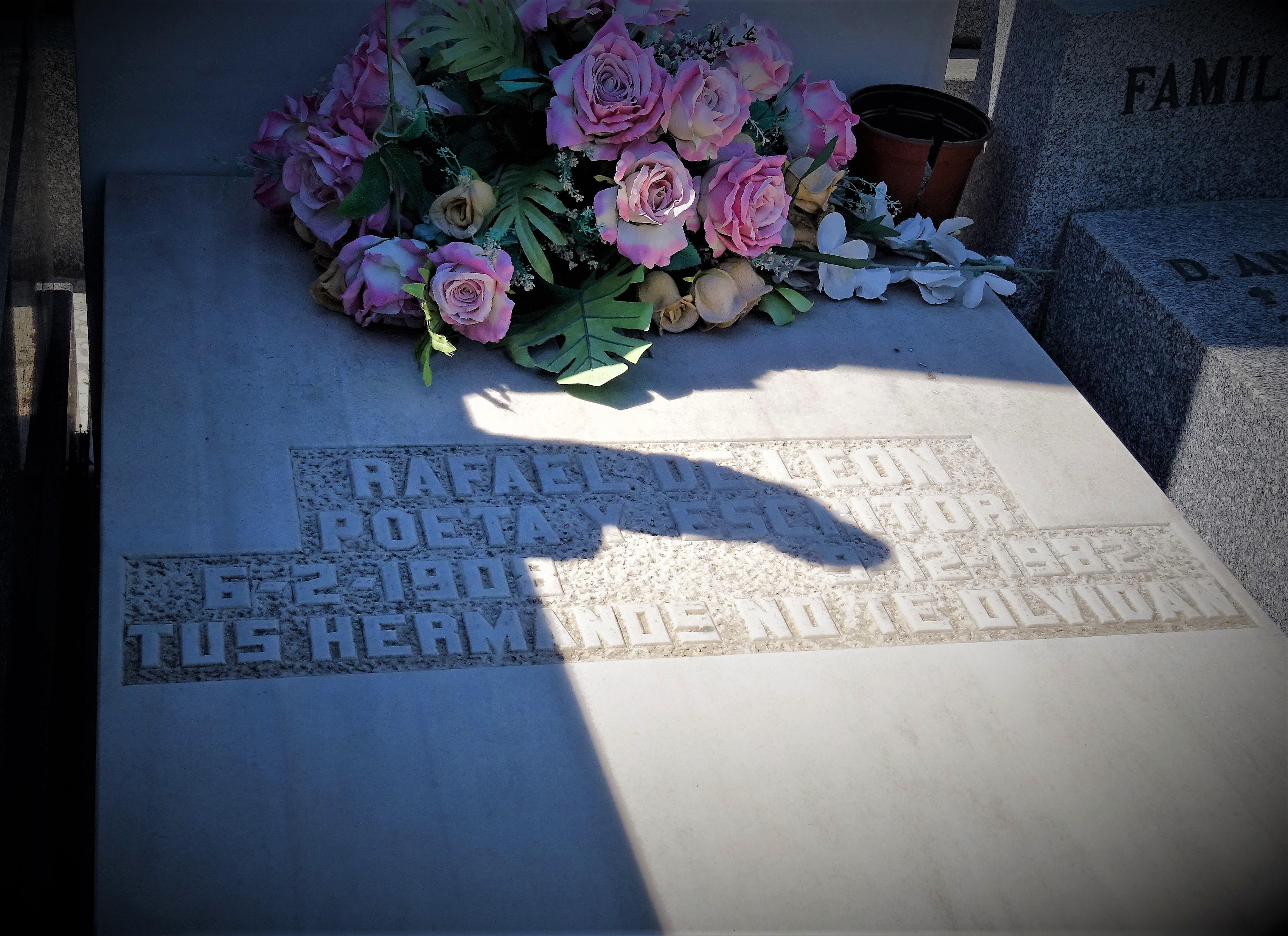
Sepultura del poeta Rafael de León - Inscripción - Cementerio de La Almudena de Madrid

## Colaboraciones
De las colaboraciones del poeta a la hora de firmar su obras hemos de reseñar lo siguiente:
- En colaboración con Antonio Quintero, las poesías Profecía,[2] Romance de la serrana loca y miles de letras de canciones que harían inacabable esta biografía.
- En colaboración con Antonio García Padilla Kola, las letras de las canciones: "Coplas", "Arturo", "Cinelandia", "Cine sonoro", "La Rajadesa", "La deseada", "Manolo Reyes", "Siempre Sevilla"...
- En colaboración con Salvador Valverde, el cuplé "Bajo los puentes del Sena" escrito para ser estrenado por la cupletista Raquel Meller y las también populares "¡Ay, Maricruz!", "María de la O", "Triniá" y la inolvidable "Ojos Verdes", entre otras.
- En colaboración con José Antonio Ochaíta, la letra de la conocida canción: "Eugenia de Montijo" y algunas pocas más.
- En colaboración con el poeta Xandro Valerio, las letras de las reconocidas coplas: "Tatuaje" y "La Parrala".
- En colaboración con Manuel Pareja Obregón pone letra a la "Salve Rociera".

De su dilatada vida de letrista, casi todas sus creaciones fueron musicadas por el prolífico compositor Manuel Quiroga, pero otras letras fueron musicadas por Juan Mostazo, Juan Solano, Augusto Algueró y Manuel Alejandro.